# El retablo del rey pobre
El retablo del rey viejo es una ópera basada en el auto sacramental del mismo nombre de Josef de Valdivieso puesto en metro músico por Juan Orrego-Salas

## Estilo

### Libreto
Juan Orrego-Salas utiliza el auto sacramental de Josef de Valdivieso (1560? - 1638) como libreto de ópera.

### Música
La parte de la Voz de la Aurora se toca en forma independiente en las salas de concierto

## Datos históricos
El retablo del rey viejo, op. 27 fue compuesto en 1950-52.

## Literatura complementaria
- Juan Orrego-Salas.-«El Retablo del Rey Pobre cuarenta años después», en RMCH XLV/175, Santiago de Chile, 1991.
- * Diccionario de la música española e hispanoamericana (DMEH), obra auspiciada por la Sociedad General de Autores y Editores (SGAE) y por el Instituto Nacional de las Artes Escénicas y de la Música (INAEM) del Ministerio de Educación, Cultura y Deporte de España.